# Oberpostdirektion Karlsruhe

Öffnungssiegel der Kaiserl. Oberpostdirektion Karlsruhe

Die Oberpostdirektion Karlsruhe war als Mittelbehörde vom 1. Januar 1872 bis 1919 eine Oberpostdirektion (OPD) der Reichspost in Karlsruhe. Daraus wurde 1919 eine OPD des Reichspostministeriums.

## Geschichte

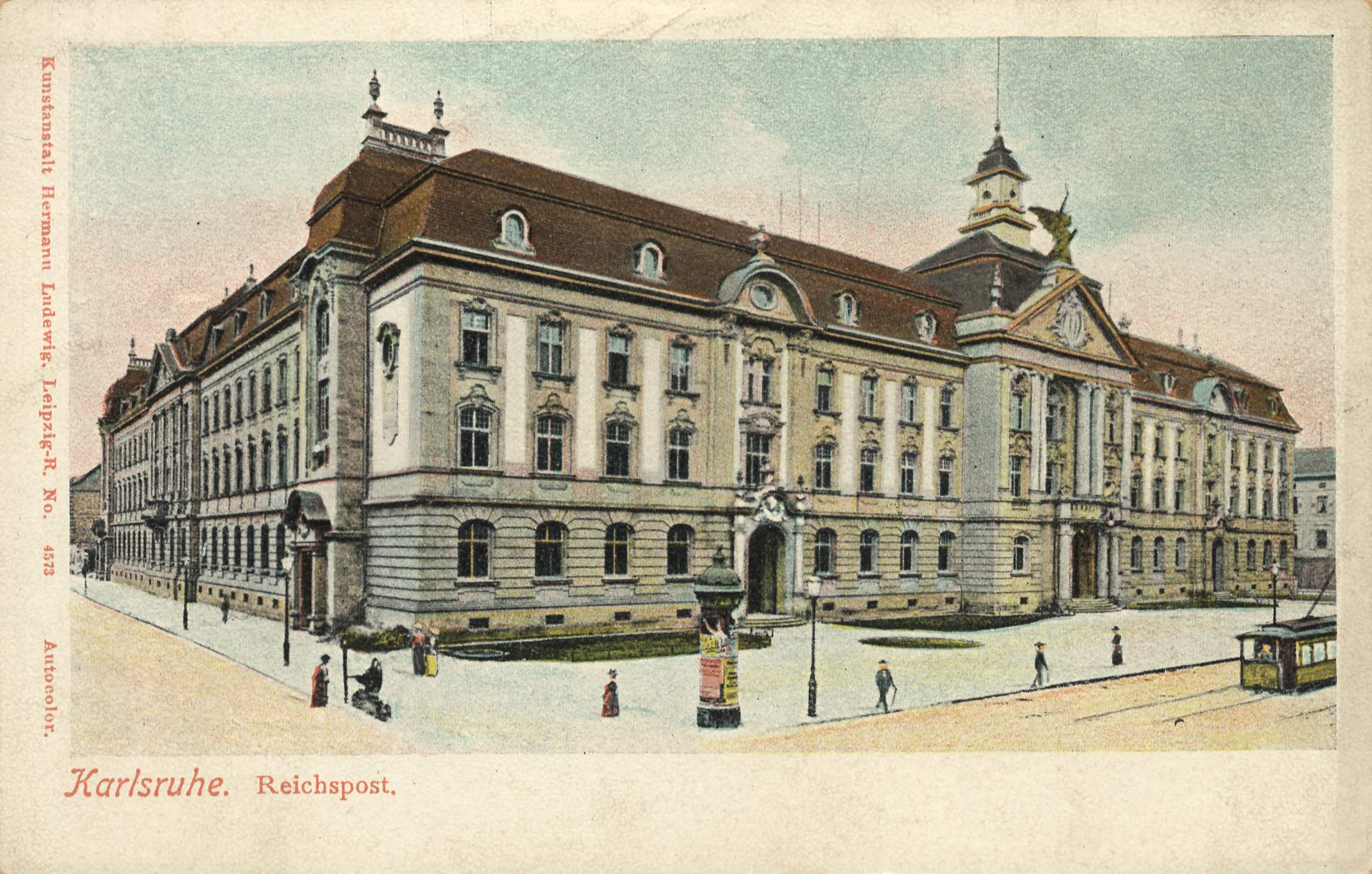
Ehemaliges Post- und Telegrafenamt, um 1900

Ab dem Jahr 1900 war die Oberpostdirektion im ersten Obergeschoss des Post- und Telegraphen-Gebäudes untergebracht, der heutigen Postgalerie am Europaplatz.
Im Zuge der Vereinfachung der Verwaltung erfolgte 1934 die Auflösung der Oberpostdirektion Konstanz und somit ging der Zuständigkeitsbereich auf die Oberpostdirektion Karlsruhe für den gesamten badischen Bereich über. Der Neubau des Gebäudes der Oberpostdirektion am Ettlinger-Tor-Platz in der Karlsruher Südstadt entstand von 1934 bis 1938 nach einem Entwurf von Hermann Billing, der 1924 den Wettbewerb zur Neugestaltung des Platzes mit einem neoklassizistischen Bebauungsplan gewonnen hatte. Es ist ein fast quadratisch zugeschnittener Bau mit Lichthof und Turm.
Vom 1. April 1934 bis zum Ende des Zweiten Weltkriegs führten alle Oberpostdirektionen offiziell die Bezeichnung Reichspostdirektion (RPD).
Nach dem Ende des Zweiten Weltkrieges gehörte Karlsruhe zunächst zur französischen Besatzungszone. Im Juli 1945 einigten sich Franzosen und Amerikaner auf die endgültigen Zonengrenzen und Karlsruhe kam zur US-amerikanischen Besatzungszone. Aus diesem Grund errichtete die französische Besatzungsmacht in Freiburg die zunächst als Außenstelle gedachte neue Oberpostdirektion Baden. Das Personal kam aus Karlsruhe, bis die Amerikaner dies im August 1945 unterbanden.
Nach der Privatisierung 1995 der bereits zuvor in die Bereiche Postdienst, Telekom und Postbank zergliederten Deutsche Bundespost wurde aus dem Sitz der Oberpostdirektion der Sitz der Direktion Karlsruhe der Deutschen Post (AG). Zum 30. Juni 1999 wurde die Direktion Karlsruhe offiziell aufgelöst. Die Nachfolgeorganisation „SNL (Service Niederlassung) Rechnungswesen PEL/I Karlsruhe“ wurde im Frühjahr 2002 in das „SSC (Shared Service Center) Köln“ eingegliedert und ein Großteil der Aufgaben und des Personals wechselte zur Außenstelle nach Stuttgart.
In dem denkmalgeschützten, seit Juni 2002 nicht mehr von der Post genutzten Gebäude der Oberpostdirektion befindet sich heute die Wohnungsbaugesellschaft der Stadt Karlsruhe Volkswohnung GmbH und seit 2005 eine Diskothek und Club Die Stadtmitte.